# Facebook Watch
Facebook Watch ist ein Video-on-Demand-Dienst von Facebook, der am 9. August 2017 eingeführt wurde. Verfügbar ist der Dienst auf Mobilgeräten, Computern und in den TV-Apps von Facebook.

## Funktionen und Angebot
Auf der Seite von Watch werden Episoden einzelner Shows angezeigt. Diese können sowohl live als auch aufgezeichnet stattfinden.
Zum Angebot zählen zum Beispiel Sport-Clips, Vlogs, Koch- und Comedy-Shows sowie Dokus. Da die Videos auch mobil abgerufen werden und die Aufnahmedauer von Webvideos oft sehr kurz ist, sind sie meist kurz gehalten.
Die Nutzer sollen durch exklusive Inhalte (zum Beispiel von National Geographic Channel, National Basketball Association, Major League Baseball oder NASA) angesprochen werden. Aber auch Privatpersonen können Inhalte auf der Seite veröffentlichen. Der Newsfeed sowie einzelne Playlisten wie zum Beispiel "Meistdiskutiert", "Was Freunde gucken" oder "Was Leute zum Lachen bringt" passen sich den eigenen Präferenzen und der Nutzer von Facebook an.
Damit strebt Facebook eine Mischung aus Streaming-Angebot und Fernsehen sowie YouTube und Twitter an.

### Party-Funktion
Facebook Watch Parties soll die Möglichkeit bieten, gemeinsam Videos anzuschauen. Dafür gründet der Nutzer eine Gruppe und legt Administratoren und Moderatoren fest. Diese legen dann fest, was die anderen schauen und können dabei zwischen live und aufgenommenen Videos wählen. Die Gruppe reagiert darauf mit Kommentaren und Bewertungen.

## Finanzierung und Einnahmen
Einige Shows finanziert Facebook selbst, bei den anderen Videos erhalten aber die Video-Produzenten 55 Prozent der Einnahmen. Durch das Benutzen der Kommentar- und Diskussionsfunktion sollen außerdem weitere Werbeeinnahmen und Verweildauer erzielt werden. Werbemethoden sollen Midrolls (Werbung während des Videos) und PreRolls (Werbung vor einem Video) sein. Eine wichtige Strategie soll außerdem das Influencer-Marketing sein.
Morgan Stanley schätzt das Potenzial der Plattform auf 565 Millionen US-Dollar Umsatz bis Ende 2018 ein und die Jefferies Group auf 12 Milliarden bis 2022.

## Geschichte
Der Dienst wurde erstmals am 9. August 2017 für ausgesuchte Nutzer in den Vereinigten Staaten freigeschaltet. Am Ende des Monats stand das Angebot für alle Nutzer in den Vereinigten Staaten zur Verfügung.